# 鬼蘭
鬼蘭 (學名: Dendrophylax lindenii ) 為一種蘭科植物，只分布在佛羅里達、巴哈馬和古巴。為附生植物，無葉，靠根部進行光合作用，除六至八月的開花季節外，整株植物只有根部，故平日十分難被發現，因而得名。